# Biagio di Giorgio da Traù

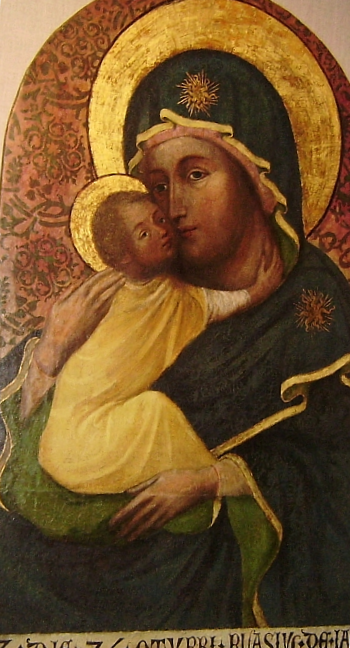
La Madonna del Castello di Zara, firmata Blasius de Iadra

Biagio di Giorgio da Traù, (in croato Blaž Juriev Trogiranin), (Traù, XIV secolo – Zara, 1449), è stato uno dei più importanti pittori del XIV-XV secolo della Dalmazia.

## Biografia
Allo stato attuale, ben poco si sa della vita di Biagio di Giorgio, il cui nome è stato individuato per la prima volta con certezza solo negli anni '40 del XX secolo, sul retro di un polittico della chiesa di Bua, il capoluogo di una piccola isola della Dalmazia.
Furono quindi individuate altre tracce dell'artista in diversi luoghi della regione, dando un'identità - per esempio - al Magister Blasius pictor incaricato nel 1412 di decorare la volta dell'altare maggiore della chiesa di San Francesco a Spalato e nuovamente citato in un altro documento spalatino del 1436. Lo stesso Blasius risultò poi da un elenco notarile di proprietà immobiliari a Zara, fondamentale per stabilire il luogo di nascita dell'artista - Traù - e il luogo e l'anno di morte: Zara 1449. All'interno dello stesso documento, si cita il testamento di Biagio, registrato a Zara nell'aprile del 1448: i nomi degli esecutori testamentari e dei testimoni presenti alla redazione dell'atto dimostrano l'umile estrazione sociale dell'artista, ma anche il suo rapporto con l'aristocrazia di Zara, Ragusa e Traù.
Si scoprì in seguito che Biagio di Giorgio aveva fatto parte della Confraternita dello Spirito Santo di Traù, miniandone la relativa mariegola. Alla stessa confraternita Biagio lasciò alcune opere, così come una certa somma per la fabbrica delle mura di Traù, per l'ospedale e per la chiesa: simili lasciti fece anche per Zara, chiedendo di essere ivi sepolto all'interno della chiesa di San Francesco, in abito francescano.

## Opere
La formazione artistica di Biagio sembra avvenuta, dopo Traù, a Venezia e - si suppone - anche presso qualche artista marchigiano. Dal 1421 al 1427 risulta aver avuto bottega a Ragusa, abitando in una casa del comune. Nel 1429 è menzionato in documenti di Traù, mentre nel 1431 è a Curzola, ove dipinge un polittico per la Confraternita di Ognissanti.
Attualmente a Biagio di Giorgio sono assegnate le seguenti opere:
- Tre polittici a Traù, uno a Curzola, Bua e Sebenico
- Due Crocifissi a Spalato e a Stagno
- La Madonna del Roseto a Ragusa (chiesa di San Giorgio)
- Una Madonna col Bambino di casa Cippico a Traù
- Una Madonna col Bambino oggi al museo di Sebenico
- La Madonna del Castello di Zara
- Le miniature della mariegola della Confraternita dello Spirito Santo di Traù

Storicamente si riconosce l'influenza nello stile di Biagio del Gotico fiorito (o Tardo gotico), permanendo purtuttavia in lui una certa reminiscenza dell'arte bizantina.
Fra le scuole pittoriche e gli autori che l'hanno influenzato, si sono fatti i nomi del veneziano Zanino di Pietro, ma soprattutto di Jacobello del Fiore, che dall'analisi delle opere di Biagio risulta sicuramente conosciuto da quest'ultimo. Un altro autore che pare aver influenzato Biagio di Giorgio è Gentile da Fabriano.
Resta peraltro lunga la strada degli studiosi per l'inquadramento a tutto tondo di quest'autore, così come dell'intera pittura dalmata a cavallo fra i secoli XIV e XV.